# Oncocnemis semicollaris
Oncocnemis semicollaris là một loài bướm đêm trong họ Noctuidae.